# Лебедев, Александр Васильевич (Герой Социалистического Труда)
Александр Васильевич Лебедев (23 февраля 1926 — 3 мая 2009) — советский хозяйственный и государственный деятель, Герой Социалистического Труда.

## Биография
Родился в 1926 году. Член КПСС.
В 1942—1986 — слесарь, оператор, старший оператор, бригадир бригады цеха термического крекинга Московского нефтеперерабатывающего завода Министерства нефтеперерабатывающей и нефтехимической промышленности СССР.
Указом Президиума Верховного Совета СССР от 28 мая 1966 года присвоено звание Героя Социалистического Труда с вручением ордена Ленина и золотой медали «Серп и Молот».
Делегат XXIV съезда КПСС.
Умер в 2009 году в Москве.

## Награды и звания
- Герой Социалистического Труда (28.05.1966)
- Орден Ленина (28.05.1966)
- Орден Октябрьской Революции (10.03.1976)
- Орден Трудового Красного Знамени (19.03.1959)